# Браунлі-Парк (Мічиган)
Браунлі-Парк (англ. Brownlee Park) — переписна місцевість (CDP) в США, в окрузі Калгун штату Мічиган. Населення — 2021 особа (2020).

## Географія
Браунлі-Парк розташоване за координатами 42°19′42″ пн. ш. 85°8′1″ зх. д. / 42.32833° пн. ш. 85.13361° зх. д. (42.328237, -85.133557).  За даними Бюро перепису населення США в 2010 році переписна місцевість мала площу 5,27 км², з яких 5,20 км² — суходіл та 0,07 км² — водойми.

## Демографія
Згідно з переписом 2010 року, у переписній місцевості мешкало 2108 осіб у 801 домогосподарстві у складі 523 родин. Густота населення становила 400 осіб/км².  Було 1052 помешкання (200/км²).
Расовий склад населення:
| - 91,2 % — білих - 2,1 % — чорних або афроамериканців - 0,6 % — корінних американців - 0,4 % — азіатів - 0,1 % — вихідців з тихоокеанських островів - 1,7 % — осіб інших рас |

До двох чи більше рас належало 3,9 %. Частка іспаномовних становила 5,5 % від усіх жителів.
За віковим діапазоном населення розподілялося таким чином: 27,3 % — особи молодші 18 років, 61,8 % — особи у віці 18—64 років, 10,9 % — особи у віці 65 років та старші. Медіана віку мешканця становила 36,2 року. На 100 осіб жіночої статі у переписній місцевості припадало 100,0 чоловіків;  на 100 жінок у віці від 18 років та старших — 96,4 чоловіків також старших 18 років.
Середній дохід на одне домашнє господарство  становив 35 550 доларів США (медіана — 26 875), а середній дохід на одну сім'ю — 34 534 долари (медіана — 24 583). Медіана доходів становила 29 286 доларів для чоловіків та 22 750 доларів для жінок. За межею бідності перебувало 37,6 % осіб, у тому числі 55,6 % дітей у віці до 18 років та 26,6 % осіб у віці 65 років та старших.
Цивільне працевлаштоване населення становило 835 осіб. Основні галузі зайнятості: виробництво — 21,8 %, роздрібна торгівля — 17,5 %, освіта, охорона здоров'я та соціальна допомога — 16,5 %.